# Stenus pallipes
Stenus pallipes är en skalbaggsart som beskrevs av Johann Ludwig Christian Gravenhorst 1802. Stenus pallipes ingår i släktet Stenus, och familjen kortvingar. Arten är reproducerande i Sverige.